# Бергер, Давид (теолог)
Давид Бергер (нем. David Berger, род. 8 марта 1968 года в Вюрцбурге, ФРГ) — немецкий католический теолог и философ, бывший профессор Папской академии святого Фомы Аквинского в Ватикане и учитель немецкого языка и католической религии в гимназии Ville-Gymnasium в Эрфтштадте. После совершения каминг-аута в качестве гомосексуала в мае 2011 года он по решению Кёльнского архиепископства был лишён missio canonica (разрешения преподавания католической религии в учебных заведениях) и отстранён от преподавания. Основные направления научной работы Давида Бергера — история и доктрины неотомизма.

## Учёба и научная деятельность
С 1991 по 1998 годы Бергер изучал философию, теологию и германистику в университетах Вюрцбурга, Кёльна и Дортмунда. С 1998 года начал писать диссертацию по философии в Дортмундском университете. Некоторое время он также преподавал теологию в Духовной школе Конгрегации служащих Иисуса и Марии в Блинденмаркте (Нижняя Австрия) в епархии Санкт-Пёльтена.
В 2001 году Бергер получает статус Socio Corrispondente в Папской академии святого Фомы Аквинского в Ватикане. 25 сентября 2003 года Бергер становится профессором этой академии.
В 2005 году состоялась хабилитация Бергера в Люблинском католическом университете в Польше. Защита происходила на основе книги «Томизм: Основные темы томистского синтеза и его значение для настоящего» (нем. Thomismus. Große Leitmotive der thomistischen Synthese und ihre Aktualität für die Gegenwart).

## Каминг-аут и увольнение
Начиная с 2007 года Бергера часто критиковали за открытые обвинения католической церкви в консерватизме и гомофобии. В марте 2010 года последовала очередная волна обвинений, так как на странице Бергера в сети Facebook «четко прослеживалась связь с гомосексуальной средой». В апреле 2010 года в интервью газете Frankfurter Rundschau Бергер совершает каминг-аут, признавшись в своей гомосексуальности. По этой причине в июле 2010 года он был уволен из Папской академии святого Фомы Аквинского, в которой с 2003 года читал лекции по богословию.
В сентябре 2010 года выходит книга Бергера «Der heilige Schein», сразу после чего Кёльнское архиепископство начало в его отношении проверку на предмет изъятия у него missio canonica — официального разрешения на преподавание католической религии. 2 мая 2011 года это разрешение было отозвано архиепископом Кёльна кардиналом Йоахимом Майснером. После отзыва missio canonica Бергер потерял право преподавать католическую религию в школе, в которой он работал, что вызвало протесты и демонстрации учеников и их родителей перед официальной резиденцией архиепископа Кёльна. В демонстрации приняло более 400 человек.
В ноябре 2011 года профиль Бергера на сайте знакомств GayRomeo был взломан и его личные, в том числе полуобнажённые фотографии, а также скриншоты с его анкетой были опубликованы на католическом экстремистском сайте kreuz.net.
Сам Бергер, согласно данным газеты Die Zeit, официально прекратил членство в Католической церкви как публично-правовой организации, хотя и продолжает считать себя католиком.
К началу 2012 года вышло уже седьмое издание книги Бергера «Der heilige Schein».

## Личная жизнь
Давид Бергер живёт на протяжении 22 лет со своим партнёром в открытых отношениях.

### Монографии
- Natur und Gnade in systematischer Theologie und Religionspädagogik von der Mitte des 19. Jahrhunderts bis zur Gegenwart. S. Roderer, Regensburg 1998, ISBN 3-89073-980-6
- Thomas von Aquin und die Liturgie. Ed. Thomisticae, Köln 2000, ISBN 3-89811-286-1 (книга переведена на английский и французский языки)
- Thomismus. Große Leitmotive der thomistischen Synthese und ihre Aktualität für die Gegenwart. Ed. Thomisticae, Köln 2001, ISBN 3-8311-1620-2
- Thomas von Aquins «Summa theologiae». Wissenschaftliche Buchgesellschaft, Darmstadt 2004, ISBN 3-534-17456-9
- Was ist ein Sakrament? Der hl. Thomas von Aquin und die Sakramente im allgemeinen. Franz Schmitt, Siegburg 2004, ISBN 3-87710-278-6
- Thomas von Aquin begegnen. Sankt-Ulrich, Augsburg 2002, ISBN 3-929246-77-5 (книга также переведена на венгерский язык)
- In der Schule des hl. Thomas von Aquin. Studien zur Geschichte des Thomismus. nova et vetera, Bonn 2005, ISBN 3-936741-30-1
- Der heilige Schein: Als schwuler Theologe in der katholischen Kirche. Berlin 2010, ISBN 978-3-550-08855-1

### Работы в соавторстве
- Karl Rahner — Kritische Annäherungen. Franz Schmitt, Siegburg 2004, ISBN 3-87710-280-8
- Thomistenlexikon. nova et vetera, Bonn 2006, ISBN 3-936741-37-9